# Efrén Mera
Efrén Alexander Mera Moreira, noto semplicemente come Efrén Mera (Manta, 23 giugno 1985), è un ex calciatore ecuadoriano, di ruolo centrocampista.

## Carriera
Ha giocato nella prima divisione ecuadoriana.

## Palmarès

### Club

#### Competizioni internazionali
- Coppa Sudamericana: 1

Independiente del Valle: 2019

#### Competizioni nazionali
- Campionato ecuadoriano: 1

Independiente del Valle: 2021